# Melanogryllacris atrata
Melanogryllacris atrata är en insektsart som först beskrevs av Walker, F. 1869.  Melanogryllacris atrata ingår i släktet Melanogryllacris och familjen Gryllacrididae.

## Underarter
Arten delas in i följande underarter:
- M. a. disjuncta
- M. a. conjuncta
- M. a. atrata